# 후지와라노 가네타카
후지와라노 가네타카(藤原兼隆)는 헤이안 시대 중기의 공경이다.

## 같이 보기
- 우쓰노미야씨